# Laguna Blanca (sjö i Argentina, Neuquén, lat -39,04, long -70,36)
Laguna Blanca är en sjö i Argentina.   Den ligger i provinsen Neuquén, i den sydvästra delen av landet, 1 200 km väster om huvudstaden Buenos Aires. Laguna Blanca ligger 1 277 meter över havet. Arean är 16,9 kvadratkilometer. Den sträcker sig 4,7 kilometer i nord-sydlig riktning, och 6,3 kilometer i öst-västlig riktning.
Omgivningarna runt Laguna Blanca är i huvudsak ett öppet busklandskap. Runt Laguna Blanca är det mycket glesbefolkat, med 7 invånare per kvadratkilometer.